# 联邦医疗保险

聯邦醫療保險和聯邦醫療補助服務中心（CMS）的標誌

聯邦醫療保險是一項美國的國家醫療保險計劃，創立於1966年，隸屬於美國社會安全保險署（SSA），現由聯邦醫療保險和聯邦醫療補助服務中心（CMS）負責管理。主要為65歲及以上的美國人提供醫療保險，也為經由美國社會安全保險署認定的某些年輕殘障人士，以及患有腎功能衰竭，還有肌萎縮性脊髓側索硬化症（ALS，或稱盧·賈里格症，漸凍人症）的人士提供醫療保險覆蓋。

## 概論
根據《2019年Medicare受託人報告》，Medicare在2018年覆蓋的美國人超過5,990萬，受益者之中有5,200萬人年齡在65歲以上，年輕人約有800萬。根據受託人年度報告和Medicare付款諮詢委員會（MedPAC）的研究，Medicare負擔參保人的醫療衛生費用大約一半。參保人幾乎全是利用購買額外的私人保險，和/或加入Medicare C部分，或者D部分來覆蓋其餘費用的大部分。
無論受益人選擇前述兩種中的哪一種（購買私人保險，或者加入C或D部分），或者他們選擇不做任何額外的事（根據Medicare受託人年度報告，始終有約1%的人是這樣），他們仍需承擔其他醫療衛生相關的費用。這些費用稱為自付費用（OOP）包括自負額和共付額；還有未受到覆蓋部分的成本，例如長期照護（long-term custodial）、牙科、聽力和視力的護理、未有Medicare C部分覆蓋者的年度身體檢查費用、以及與基本Medicare相關的終身和每次事件上限費用。Medicare的經費的來源是特定的薪資稅、受益人繳納的保費和附加稅、共付額和自負額、以及來自美國國庫總收入的經費，所共同組成。
Medicare分為四個部分-A、B、C、和D部分。
- A部分，覆蓋醫院（住院患者費用，僅限正式入院），由註冊護士提供的護理（在正式入院三天之後，且非接受監護式護理（custodial care）），和安寧病房服務。
- B部分，覆蓋門診服務（英语：Ambulatory care）（包括一些在住院期間醫療機構的服務）、門診醫院服務、醫療機構辦公室服務（縱然所謂的辦公室是發生在"醫院"內）、以及大多數的專業管理處方藥（professionally administered prescription drugs）。
- D部分，主要涵蓋自行管理處方藥（self-administered prescription drugs）。
- C部分，是一種稱為管理式醫療護理或優惠醫療保險[2]的替代方案，由Medicare核准的私人醫療保險公司所提供，讓患者能夠選擇至少具有與A部分和B部分相同的服務範圍（並且通常是範圍更大），經常也包括D部分的福利，有每年自負額的上限（這是Medicare A和B部分所未提供）。受益人必須先加入A和B部分，然後才能加入C部分。[3]

## 歷史

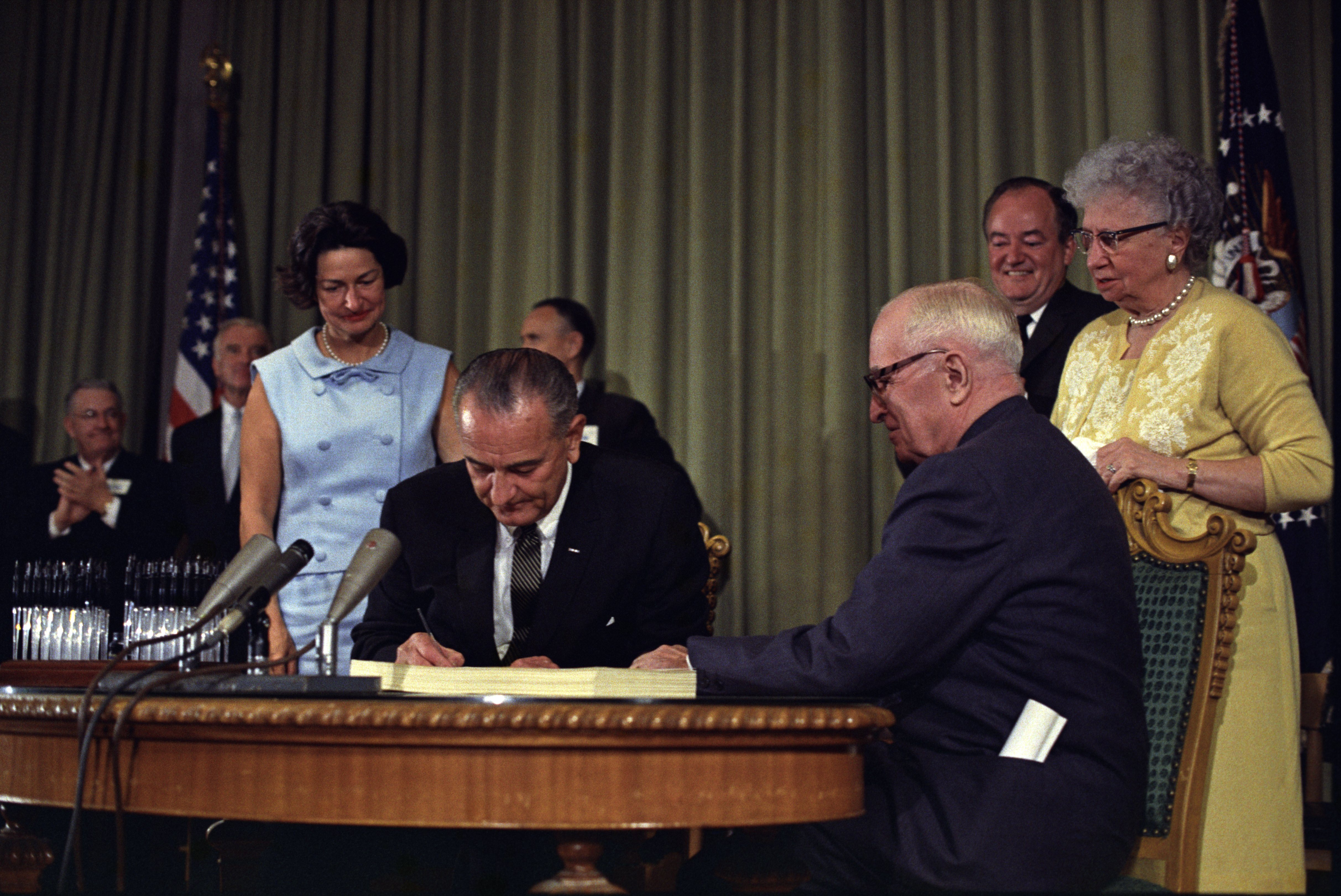
1965年7月30日，詹森總統簽署Medicare修正案。前總統杜魯門坐在旁邊，最右邊是杜魯門夫人貝絲·杜鲁門。

最初"Medicare"是指美國的一項計劃（1956年通過的《軍人眷屬醫療衛生法案（Dependents' Medical Care Act）》）的一部分，提供醫療服務給在軍隊服役者的家庭之用。艾森豪總統於1961年1月舉行的第一屆白宮國家高齡會議，其中有個提議-為社會安全保險受益人制定醫療衛生計劃。
在林登·詹森擔任總統期間，國會在1965年7月通過《1965年美國社會安全保險修正案》，其中第XVIII條為Medicare立法，為65歲及以上的人們且不論他們的收入或病史的情況下提供醫療保險。詹森總統於1965年7月30日在密蘇里州的杜魯門總統圖書館暨博物館為這項修正案簽署成為法律。前總統杜魯門和他的妻子貝絲·杜魯門成為法案的第一批受益者。
在Medicare法案被制定之前，65歲以上的人之中，大約只有60％的擁有醫療保險，許多人通常是無法獲得或者無力負擔，因為老年人的保費是年輕人的三倍以上。法案通過後，這個群體之中有人同時擁有Medicare和Medicaid計劃的"雙重資格"（在2015年，約有20％）。1966年，Medicare透過以消除種族隔離作為付款給醫療衛生提供者的條件，而刺激數千個醫院候診室，醫院內部，還有診所實施消除種族隔離，達成種族融合的目的。
Medicare的運作已經超過半個世紀，在此期間經過幾次修改。到1972年，法案條款增列包括言語治療、物理治療、和脊椎矯正療法的福利。Medicare在1970年代增加付款給健康維護組織（HMO）的選項。政府在1982年增加安寧病房福利的臨時條款，這項條款在1984年成為永久條款。國會在2001年進一步把Medicare的覆蓋範圍擴大，加入漸凍人症條款。隨著時間演進，國會再把資格範圍擴大，包括覆蓋接受社會安全保險殘疾保險（SSDI）的殘疾年輕人，和罹患腎功能衰竭的年輕人。從1970年代開始的與HMO的合作，柯林頓總統在1997年把它正式確立，並予以擴大，成為C部分（C部分之下的合作醫療結構有75%都屬於HMO）。在布希擔任總統的2003年，涵蓋幾乎所有自行管理處方藥的D部分獲得通過（於2006年生效）。

## 管理
CMS是美國衛生及公共服務部（DHHS）之下的單位，負責管理Nedicare、Medicaid、Children's Health Insurance Program（CHIP）、臨床實驗室改進修正法案（CLIA），還有患者保護與平價醫療法案（PPACA，或ACA，也稱"Obamacare"）的一部分。CMS與美國勞工部和美國財政部一起合作，負責對1996年的《醫療保險資料安全和責任法案》（HIPAA），以及2010年《PPACA》的大部分修訂內容的執行。美國社會安全保險署負責確定加入Medicare的資格，與 Medicare C和D部分有關的額外幫助/低收入補貼付款（Extra Help/Low Income Subsidy payments）的資格和付款，並負責收取Medicare計劃大部分的保費。
CMS的首席精算師（請參考 首席精算師辦公室）必須向Medicare受託人董事會提供會計資料和成本預測，以幫助董事會評估這個計劃的財務狀況。受託人依法必須公佈有關Medicare信託基金的年度財務報告，報告中必須包含首席精算師的精算意見聲明。
自從Medicare計劃開始實施以來，CMS就與私人保險公司簽約，讓他們擔當政府和醫療機構之間的中介人，來管理A部分和B部分的福利。提供的服務包括索賠和付款處理、客服中心服務、臨床醫生招募登記、以及調查詐欺事件。分別在1997年和2005年，這些在A部分和B部分協助的保險公司（定期透過招標加入）以及其他保險公司和其他公司或組織（例如綜合醫療系統、工會、和藥房）也開始協助管理C部分和D部分的福利。
由美國醫學會的會員醫生組成的專業相對價值量表更新委員會（或稱相對價值更新委員會（Relative Value Scale Update Committee，RUC）；針對醫生和其他專業人員執行Medicare B部分的手術的薪酬標準，對政府提供建議。另外一個類似的CMS程序負責決定Medicare A部分，支付給急診和其他醫院（包括療養院）的費率。對於C部分，為A部分和B部分類型的服務所支付的費用，只要贊助者（私人保險公司）和醫療機構談妥即可。根據D部分的規定，大部分自行管理處方藥物的付款金額由贊助者（通常是透過商業保險公司的藥品福利管理人）與藥品分銷商和/或製造商之間達成協議即可。
A和B部分的信託基金支出以按服務收費方式支付，而C和D部分的信託基金支出為按照論人計酬支付方式支付。特別要注意的是，Medicare本身不購買自行管理處方藥或者專業管理處方藥。在D部分中，D部分信託基金是幫助受益人購買藥物保險。對於B部分的藥品，信託基金償還專業人員管理藥品的成本，包含他們提供服務的費用。

## 經費來源
Medicare有好幾種經費來源。
A部分覆蓋的患者住院以及相關的註冊護士護理費用，主要來自對雇主和僱員徵收的2.9％薪資稅（雙方各自負擔 1.45％）。在1993年12月31日之前，法律規定每年可徵收Medicare稅的上限，與社會安全保險薪資稅的運作方式相同。從1994年1月1日開始，徵收上限被取消。自僱人士必須為淨收入繳納全部2.9％的稅（因為他們既是僱員，又是雇主），但在計算所得稅時，他們可以從收入中扣除一半（即1.45%），當作費用處理。從2013年開始，個人收入超過200,000美元的A部分稅（共同申報的已婚夫婦為250,000美元）的稅率上升至3.8％，用來支付《PPACA》的部分補貼費用。
B部分和D部分的經費來源是由Medicare參保人支付的保費，和由美國國庫一般收入撥出的一部分經費（事實上美國國庫一般收入部分是由Medicare 受益人繳納而來）。2006年，B部分保費中，加入老年高收入者的附加稅，用來提供部分D部分的經費。在2010年《PPACA》立法時，D部分保費，又徵收老年高收入者的另一附加費，用來提供部分PPACA的經費，而在2006年B部分所開徵的老年高收入者附加稅則被加倍，也是用來提供部分PPACA 的經費。
A部分和B/D部分使用兩個不同的信託基金做收入和支出之用。C部分也使用這兩個基金，使用經費比例由CMS決定，反映出C部分受益人，也是A部分和B部分的受益人，但醫療費用的支付（使用按服務收費模式）是經過贊助者（通常是綜合醫療系統或者其分支）支付給醫療衛生提供者，而不是經過保險公司來支付，這種贊助者稱為醫療管理承包機構。
2018年，Medicare的支出超過7,400億美元，約占美國GDP的3.7％，佔美國聯邦總支出的15％以上。由於這兩個信託基金有不同收入來源（一個是專用，一個則不是（從美國國庫一般收入撥款）），因此受託人將支出定為GDP的佔比，而不和聯邦預算比對。
到2030年，嬰兒潮時期出生的人的退休人數，預計會把Medicare參加人數增加到8,000萬以上。此外，每個參加人員的相對工作人數將從3.7人降到2.4人，而美國的總體醫療衛生費用正在上漲，對Medicare造成巨大的財務挑戰。到2026年，醫療保險支出預計將從 2018年的7,400億美元增長到1.2兆美元，或者從佔GDP的3.7％增長到4.7％。這批嬰兒潮時期出生的人預計壽命會更長，對未來的Medicare會增加更大的負擔。《2019年Medicare受託人報告》估計，到2043年（當最後一個嬰兒潮時期出生的人年滿80歲時），支出在GDP的佔比將增長到6％，然後成長趨緩，到2093年會佔GDP的6.5％。針對這個挑戰，國會在制定2010年的PPACA和《2015年醫療獲得及兒童醫療保險重新授權法案》（MACRA）時，大幅削減對醫療機構（主要是急性護理醫院和療養院）的支付，議員們還提出許多其他提案，希望能更進一步降低Medicare的成本。
要降低成本，會受到幾種因素影響，包括通過評估循證實踐、同時減少不適當和不必要的護理、以及減少不必要、重複和不適當的護理的次數。降低成本還可透過減少錯誤治療、在衛生資訊科技的投資、提高成本和品質的透明度、提高行政效率、以及制定臨床/非臨床指南和品質標準，以便達成。

## 參加資格
一般來說，所有65歲以上，居住至少5年的美國合法居民，都有資格享受Medicare。65歲以下的殘疾人士，擁有社會安全保險殘疾保險福利（SSDI），也有資格。有特定身體狀況的人也有資格加入Medicare。
如果符合以下情況，則有資格使用Medicare給付，並且Medicare A部分的保費可完全免除：
- 65歲或以上的美國公民，或者連續5年居住在美國的永久合法居民，同時他們或其配偶（或合格的前配偶）已繳納過Medicare稅，為期至少10年。

或者
- 65歲以下的殘疾人士，享有SSDI，或者鐵路退休委員會（英语：Railroad Retirement Board）的殘疾福利；在取得前兩項之一的24個月之後（從拿到到SSDI合格之日起算），才有資格加入Medicare。

或者
- 罹患腎功能衰竭，必須持續接受透析，或者需要作腎臟移植。

選擇加入A部分的65歲及以上的人，如果他們或其配偶未繳納過前述的的Medicare薪資稅，則必須每月支付保費。
接受SSDI的殘疾人士，有資格享受Medicare；如果SSDI補助停止，他們就失去Medicare的資格。但是這類人是從SSDI資格生效開始日期後的24個月，Medicare才會生效。這表示殘疾人士必須等待兩年才能獲得Medicare的資格，除非他們另外患有表列的疾病。這種24個月的期限，起算日是從殘疾人士有資格接受SSDI補助之日起算，不是從他們收到第一筆補助之日起算。許多新的SSDI補助受益者會收到"補發"的殘疾補助，通常是從第一筆月付SSDI補助款日期往回計算六個月（假定那時為殘疾實際發生的時間）。
一些受益人是 Medicare雙重合格。表示他們有資格享有Medicare和Medicaid。在某些州，對於收入低於某種水準的人，Medicaid會為受益人支付Medicare B部分的保費（大多數這類人工作的時間夠久，不需要支付A部分的保費），以及支付他們自付費用和住院費用的部分。

## 四大組成部分及福利
這四個Medicare的部分：概括地說，A部分是有關住院相關保險。B部分是醫療服務保險。D 部分覆蓋許多處方藥，但是B部分也覆蓋某些處方藥。通常兩者的區分是D部分覆蓋的是自行管理處方藥，但這種區分也不全然是對的。公共C部分Medicare醫療計劃，其中最普遍的是優惠醫療保險這個項目，是原始Medicare（Original Medicare，即A和B部分）受益人享有A，B，和D部分福利的另一種模式。但是，C部分是按論人計酬支付，原始Medicare是按服務收費。所有Medicare福利的提供均需符合醫療必要性的規定。
Medicare最初包括A和B兩個部分。自1970年代初期以來，就有類似C部分的計劃以示範項目的形式存在，到1997年被正式立法制定。D部分是在2003年被立法制定，並於2006年1月1日導入。在此之前，自行管理處方藥（如果需要的話）的覆蓋是通過私人醫療保險，或者透過公共C部分計劃（或在 1997年立法建立之前，透過示範項目計劃）而獲得。
2018年4月開始，CMS把載有新卡片號碼的Medicare卡寄給受益人。以前卡片上的號碼包含有受益人的社會安全保險號碼；新的號碼則是隨機生成，並且不與任何其他個人識別資訊綁定。

### A部分：醫院/安寧病房保險覆蓋
A部分覆蓋受益人正式入院後的住院期間，包括有部分隱私的房間、食物、和檢查。截至2020年1月1日，Medicare A部分的住院病人自付額為1,408美元，在一次"發病"住院60天之後，有每天的共同保險為352美元，使用到"終生保留日"情況時，共同保險是每天704美元（每位受益者的終生保留日是60天，即第91天到第150天）。使用療養院的共同保險的結構（醫學上必須住院治療連續3天之後）為：1到20天不用支付；第21至100天每天167.50美元。B部分則為A部分許多醫療服務（例如，急性護理住院的某些手術，療養院中的某些物理治療）提供涵蓋。覆蓋的金額在每年年初會調整，或是增加，或是減少。
Medicare A部分覆蓋的最長住院天數通常為90天。前60天將由Medicare全額支付，但自2018年起 ，受益人需要一開始就支付1,340的共付額（也稱為“自負額”），第61天到第90天需要支付共付額，每天為335美元。受益人還有"終身保留日"，可在住院累積90天後使用。從2018年起，終生保留日需要每天支付共付額670美元，受益人一生中的最多使用天數是60天。如果住院超過150天，後續的醫療費用要患者全額支付。新的住院90天的週期，是受保者連續有60天沒讓醫院或者療養院發生費用之後重新計算。在新的週期裡面，61天到90天期間，要支付共付額（“自負額”）1,340美元，另外還有每天335美元的共付額。
有一些"醫院服務"被當作是住院服務，由A部分來作報銷；或者被當作是門診服務，這部分則不由A部分，而是由B部分來作報銷。標準是由"兩個子夜規則（Two-Midnight Rule）"來判斷。 2013年8月，CMS公佈一項有關住院服務標準的最終規則，於2013年10月1日生效。根據新的規則，如果醫生接受患者住院治療，並且需要用到"跨越兩個子夜"的護理方式，則透過Medicare A部分作報銷，通常被認為是"恰當"。反之則為認為不恰當。必須根據B部分作報銷。在正式住院前，患者在醫院花費的時間被認為是門診時間。但是醫院和醫生可把這段時間列入跨越兩個子夜的考慮，以便用來申請透過A部分的報銷。除了決定使用哪個信託基金來支付這些有關門診與住院的費用之外，患者的住院天數，因為受到入院日期的決定，還會影響在A部分獲得註冊護士護理服務的資格。
Medicare針對重複入院治療，會給予醫院處罰。如果醫院發生在病人出院後30天內有超出平均水準的重複入院治療，Medicare在對這種報銷做首次費用支付之後，會從醫院收回這種付款，並加收罰款，金額達到首次支付的4至18倍。這種處罰適用於最常見的疾病治療：肺炎、心臟衰竭、心肌梗塞、慢性阻塞性肺病、膝關節置換、髖關節置換。美國醫療衛生研究與品質局（AHRQ）對Medicare的65歲及以上的患者所做的研究發現，2011年初次住院後30天內，有180萬重新入院的案例；再入院率最高的是充血性心臟衰竭、敗血症、肺炎、慢性阻塞性肺病、和支氣管擴張。
對於膝關節或髖關節置換術後的再入院，醫院會被處以最高罰款，每次的金額是265,000美元。罰款的目的是促進改善住院後的護理，並利用更多轉往安寧病房服務和臨終關懷，來取代治療，同時減少那些治療貧困和體弱患者的住院費用。2013年，受到處罰的超額再入院次數為7,000次，罰款金額是2.8億美元，平均每筆罰款為40,000美元。
A部分對於短期所發生的療養院復健費用可完全涵蓋，如果滿足某些條件，則每次最多有100天的住院期，患者需要支付共付額：
1. 在住院前至少必須在醫院內逗留，不計算出院當天，有三個子夜。
2. 如果是住進療養院，必須是在住院期間診斷出的原因，或者是住院當時的主要原因。
3. 如果患者沒有得到復健治療，但患有其他疾病，需要療養院護理（例如，傷口處理），在療養院的逗留期間可得到覆蓋。
4. 療養院提供的護理必須由註冊護士提供。 Medicare A部分對於僅提供護士助理、非技術、或療養院服務的住宿費用，包括日常生活活動-例如個人衛生清潔、烹飪、打掃等，並未提供覆蓋。
5. 護理必須要有醫療必要性，並且必須按醫生訂的時間表進行既定計劃。

截至2018年，Medicare會全額支付頭20天的費用，剩餘的80天則有共付額，每天167.50美元。許多保險類別之下的退休人員，例如Medicare補充保險和C部分保險計劃，都透過他們出售的損害賠償保險單或他們贊助的醫療計劃，提供額外的註冊護士護理。如果受益人使用部分A部分的福利，然後在至少60天的時間內沒有再用到療養院的服務，那麼他們90天的醫院使用期和100天的療養院使用期將重新啟動，有此種覆蓋的人就有享受新福利期的資格。
經過醫生判斷，A部分還可為剩餘生命不足六個月的患者提供安寧病房福利。這種患者必須簽署一份聲明，指出已選擇安寧病房護理，放棄其他 Medicare承保的福利（例如，有人協助生活，或是醫院護理）。安寧病房提供的服務包括用於控制症狀和緩解疼痛的藥品，以及其他Medicare未覆蓋的服務，例如悲傷輔導。Medicare A部分對安寧病房提供100％的覆蓋，沒有共付額或自負額，如果患者額外需要門診藥品和喘息服務，則要支付共付額。

### B部分：醫療保險
B部分醫療保險通常是幫助門診患者支付A部分未覆蓋的某些服務和產品（但也可根據醫生在醫院視情況，適用於急性病症護理）。B部分是可由有資格者選擇參加或不參加。如果受益人或其配偶仍在工作，並且擁有雇主投保的團體醫療保險，則通常會推遲運用。如果首次符合資格，但又沒有加入B部分，將會被罰以終身罰款（每年的保費增加10%）。
一旦患者的費用達到自負額（2017年為183美元），B部分便開始承擔，通常Medicare會負擔由專業相對價值量表更新委員會（RUC）所設定費率的 80％，剩餘的20％由患者支付，通常患者的這種費用由私人團體退休人員或Medicare補充保險直接或間接覆蓋。
B部分的覆蓋範圍包括門診醫生服務、訪問護士、以及其他服務，例如射線照相、化驗室和診斷檢查、流行性感冒和肺炎疫苗接種、輸血、腎臟透析、門診手術、有限度的救護車運送、器官移植接受者的免疫抑制劑、化學療法、荷爾蒙療法（例如使用亮丙瑞林）、以及在醫生辦公室內做的其他門診藥物治療。它還包括脊椎矯正。凡是醫生在辦公室就診期間進行的藥物治療，都由B部分涵蓋。
B部分還為耐用醫療器械（DME）支付費用，包括（但不限於）手杖、助行器、升降椅、輪椅、和行動不便者的電動代步車。乳房切除術後的義乳、義肢、白內障手術後的眼鏡、和家用氧療也都包括在內。
B部分的福利受到複雜的規則控制，而有定期公告來說明覆蓋的標準。在國家一級，是由CMS發布，被稱為“國家覆蓋標準”（NCD）。地區覆蓋標準（ Local Coverage Determinations，LCD）則用於由特定地區B部分的承包商（是一家保險公司）所管理的幾個州區域，原來的地區醫療審查政策（Local Medical Review Policies ，LMRP）在2003年被LCD所取代。所有的覆蓋訊息還可在 CMS手冊（僅有網頁版）聯邦規則彙編（CFR）、《社會安全保險法》、和聯邦公報中取得。
2019年B部分的保費為每月135.50美元，但如果發生社會安全保險（SS）每月福利金的增加不能覆蓋受保人在2019年至2020年B部分保費的增加，則在2019年參加SS的人都不用負擔增加部分。這種因為SS不增加福利金的年份，而B部分收費就不用增加的情況，通常對受保人意義重大，但在2020年的情況就不同。對於年收入超過85,000美元的人，另外會徵收額外的收入加權附加稅。

### C部分：優惠醫療保險計劃
隨著《1997年平衡預算法案》通過， Medicare受益人可選擇利用按論人計酬支付方式，而不是利用最初按服務收費方式來獲得他們的原始Medicare福利。許多人是利用1970年代初期的示範項目來做這種選擇。這些C部分計劃在1997年被稱為"Medicare+Choice"。根據2003年《Medicare 處方藥，改進，以及現代化法案》，大多數"Medicare+Choice"的計劃都被重新命名為“Medicare Advantage（優惠醫療保險）”（MA）計劃（MA是政府術語，受益人看不到）。其他計劃，例如1876成本計劃（1876 Cost plans），也可在美國的部分地區運作。成本計劃不屬於優惠醫療保險計劃，不能按論人計酬支付費用。取而代之的是受益人保留其原始Medicare福利，而其贊助人管理其A部分和B部分的福利。C部分計劃的贊助人可以是綜合醫療系統或其分支機構、工會、宗教組織、保險公司或其他類型的組織。
公共C部分優惠醫療保險和其他C部分醫療計劃必須提供達到或超過原始Medicare設定的的覆蓋標準，但不必以相同方式覆蓋所有的福利（這些計劃在精算上必須等同於原始Medicare福利）。在獲得CMS的核准後，如果C部分計劃為某些福利（例如療養院護理）選擇的福利低於原始醫療保險，節省的部分透過較低的就診費用共付款，分享給消費者（或者經由CMS核准的任何其他分享方法）。
採用"按服務付費"方式的原始A部分和B部分，有個標準福利包，覆蓋前述部分中的醫療必需護理（會員可以從美國幾乎任何接受Medicare的醫院或醫生那裡獲得）。選擇加入C部分計劃或其他C部分醫療計劃的原始Medicare受益人，並未放棄原始Medicare受益人權利，他們至少獲得與原始 Medicare所提供的最低標準福利，同時擁有原始Medicare並所未包括的年度自付費用上限。除了在緊急情況，或在旅途中用使用的緊急護理之外，他們通常只能使用指定的醫療網絡，局限在受保人合法居住地的周圍（視地區而定，從幾十英里到一百多英里不等）。C部分的大多數贊助者都是傳統的健康維護組織（HMO），HMO會要求患者有指定的初級照護醫生，而其他的贊助者是優先服務組織（PPO，PPO通常並不像HMO那樣對醫療機構的選擇會過於局限）。其他的是HMO和PPO的混合體，稱為HMO-POS（point of service，POS），一些公共的C部分醫療計劃實際上是利用按服務收費+按論人計酬支付收費的混合模式。
參加公共C部分優惠醫療保險計劃的人，通常還需支付B部分保費之外的額外每月保費，以覆蓋傳統Medicare（A部分和B部分）未覆蓋的項目，例如自付費用上限、自行管理的處方藥、牙科照料、視力保健、年度體檢、美國境外的保險、甚至是體育館或健身俱樂部的會員資格、以及最重要的-把原始Medicare相關的共付額和高自負額減少達20%。但是，在某些情況下，福利會受到較大的限制（但一定不會比原始Medicare的限制更多，並且始終包含自付費用上限），而且沒有額外保費。自付費用上限可以低到1,500美元，最高不超過6,700美元。在某些情況下，贊助人甚至會返還部分或全部B部分的保費，但是，這類C部分計劃變得越來越少見。
在2003年之前，C部分計劃往往是郊區的HMO，與附近的主要教學醫院捆綁在一起，與一般原始Medicare受益人的費用相比，這種計劃的平均費用大致相同，但有時會低上5％。根據2003年法案的支付框架/招標/折扣公式，與原始Medicare受益人當年全國平均每人花費相比，在2009年支付給C部分計劃贊助人是超額，達到7％，而在2016年則支付給贊助人的則少達5％（請參閱最近的《Medicare受託人報告》表 II. B.1）。
2003年的付款公式成功地把農村和內城區貧困人口的加入比例有所增加，這些人可利用自付費用上限，並減少與C部分相關的共付額和自負額，以及善加利用協調醫療服務。但是實際上，有一組受益人比其他受益人享受更多。美國國會Template:Libk-en（MedPAC）發現"類似受益人"的相對差異高達14％，並且平均高出約2％。前面所說的"類似"一詞是關鍵。MedPAC並未在比較中包括所有受益人，MedPAC也不會定義 "類似 "的含義，但顯然是包括僅參加A部分的人，這嚴重扭曲了佔比的比較（請參閱2017年1月MedPAC會議的資料）。 PPACA幾乎把由2003年法案支付公式引起的差異給消除，根據2018年3月的2018年MedPAC年度報告，這種差異幾乎已完全消失。剩下的一項特殊付款公式計劃-主要為工會設計去贊助C部分計劃-將於2017年開始被淘汰。2013年以來，由於C部分受益人的平均醫療費用比傳統Medicare受益人的費用（依照按服務收費方式支付）低2％到5％，因此，在實施2003年法律後，在2006-2009年期間，整個局面被扭轉，按論人計酬支付與按服務收費的金額達到平衡，與設計目的相符。
1997年和2003年立法的意圖是，按服務收費和論人計酬支付兩者間的差異將隨著時間而達到均等，並且大部分已經達成，因為如果不對Medicare做這些重大改革，就無法實現（從前C部分的論人計酬支付數字，是根據前一年度的按服務收費為基礎而算出)。
包括優惠醫療保險計劃在內的公共C部分計劃的參保人數，從1997年法案通過時，大約佔Medicare參保人數的1％， 到 2019年增加到約佔37％。當然，由於自1997年以來使用原始Medicare的人數大量增加，使用C部分的受益人絕對數量也增加，用百分比來表示，增加看來更為顯著。幾乎所有 Medicare受益人都使用至少兩個公共Medicare C部分計劃；大多數都使用三個或更多。

### D部分：處方藥計劃
Medicare D部分於2006年1月1日生效。擁有A部分或B部分的任何人都有資格獲得，D部分涵蓋大部分自行管理的處方藥。由於2003年的《Medicare 處方藥，改進，以及現代化法案》的通過，Medicare D部分也得以通過。要獲得此項福利，加入Medicare的人必須加入獨立的處方藥計劃（Prescription Drug Plan，PDP）或具有處方藥覆蓋（ Medicare Advantage-Prescription Drug，MA-PD）的公共C部分計劃。這些計劃由 Medicare批准和監管，但實際上是由各種贊助者設計和管理，贊助者包括慈善機構、綜合醫療系統、工會、和醫療保險公司；幾乎所有這些贊助者反過來都運用到藥物福利管理機構的協助，就像醫療保險的贊助者為那些未有Medicare福利的人提供的一樣。與原始Medicare（A部分和B部分）不同，D部分的覆蓋範圍並未標準化（雖然它是由CMS高度監管）。不同的計劃選擇它們希望覆蓋的藥物（但必須覆蓋148個不同類別中的至少兩種藥物，並覆蓋以下受保護藥物類別中的所有或者是"絕大部分所有"的藥物：抗癌、抗精神病藥、抗癲癇藥、抗抑鬱藥，免疫抑制藥、以及愛滋病藥物。計劃還可在CMS批准的情況下指定他們希望覆蓋的級別（或階層），並鼓勵使用逐步療法。某些藥物完全被排除在覆蓋範圍之外，如果D部分把被排除的藥物覆蓋在內，則不得將這些費用轉嫁給Medicare，如果做了轉嫁，則必須退還。
根據在2003年制定的Medicare D部分法律，社會安全保險署提供額外協助計劃給低收入老年人，讓他們幾乎不用支付醫藥費；此外，大約有25個州在D部分之外也提供額外的協助。對於具有Medicare雙重合格的人，Medicaid可以為Medicare D部分未覆蓋的藥物支付費用。在實施D部分之前，有好幾種其他計劃對於低收入老年人，提供類似的協助。
覆蓋範圍分為四個階段：自負額、初始支出、缺口（惡名昭彰的"甜甜圈洞"）、和災難性支出。在 CMS的設計，在支付福利之前通常會有100美元左右的自負額（2019年的最高金額為415美元），然後是初始支出階段（標準化的共付額為25％），然後是缺口階段（最初的標準是100%的共付額，但到2020年，所有藥物的共付額將降至25％），然後是災難性階段（標準化共付額約為5％）。受益人的自負額數目每年會有變化，但截至2018年，初始支出階段約為1,000美元到3,000美元，超過3,000美元就屬於災難性階段。這只是一種標準，D部分計劃中大約有一半與前述不同（例如，沒有初始自負額，對缺口提供較好的覆蓋），只要贊助者提供至少與精算等值的服務，CMS通常就會予以批准。

## 自付費用
Medicare不會為受益人的醫療費用作全額支付，而且許多費用和服務也根本沒覆蓋。參加這項計劃有投保人需要支付的費用，包含保費、自負額、和共付額。凱撒家庭基金會在2008年發表的一項研究發現“按服務收費醫療保險”計劃的條件，不如典型的大型雇主的優先服務組織計劃，或者《聯邦僱員醫療福利計劃標準方案》一般慷慨。某些人可能有資格享受到其他政府計劃（例如 Medicaid）來支付保費，以及支付與Medicare相關的部分或全部費用。

### 保費
大多數Medicare參保人不用支付A部分的每月保費，因為他們（或配偶）已經根據《聯邦保險金法案》，繳納過40個季度的稅。只要受益人繳稅達到最低季度數，無論每人繳納的是多少，福利都相同。沒有繳納過前述40個季度的稅，但符合 Medicare資格的人，可採用以每月繳納保費的方式參加A部分：
- 每月保費248美元（截至2012年[52]，適用已經繳納過30到39季度稅的人），或者
- 每月保費451美元（截至2012年[52]，適用於已經繳納少於30季度稅的，或者其他不符合免繳A部分保費的人。[53]

大多數Medicare B部分參保人是繳納保費來參加這個計劃；2019年的標準B部分保費為每月135.50美元。2007年開始，新的根據收入計算保費附加稅的概念模型開始生效，其中個人年收入超過85,000美元，或已婚夫婦超過170,000美元的受益人，保費會更高。收入超過基本收入的人，他們的增加保費程度會在30％至70％之間，其中最高的是收入超過214,000美元的個人，或收入超過428,000美元的已婚夫婦。
通常B部分的保費會自動從受益人的每月社會安全保險補助金中扣除。也可每季度一次，由受益人直接繳納，或者從受益人的銀行戶頭中扣除。這些替代方案變得普遍的原因，是因為根據1965年的法律，Medicare的合格年齡維持在65歲，而社會安全保險退休年齡已延長到66歲以上，並且可能將來還會延長。因此，許多人推遲領取補助金，但在65歲時就已經加入Medicare，必須直接自行支付B部分的保費。
如果受益人的收入較高，則需要為B部分和處方藥的覆蓋支付額外的保費。這種額外金額稱為與收入相關的每月調整金額（income-related monthly adjustment amount，IRMAA）。
- B部分-對於大多數受益人，政府支付B部分保費中很大部分（大約75％），而所餘的25％由受益人負擔。對於高收入的受益人，則根據向美國國家稅務局（ IRS）申報的收入，支付較高的百分比。可能達到總保費的35％、50％、65％、80％、或85％。（對於在2020年需要繳納的，是根據受益人的2018年所得申報）。

- D部分-對於擁有Medicare處方藥保險的高收入受益人，必須支付每月保費，並加上額外金額，金額取決於IRS的繳稅申報（對於在2020年需要繳納的，是根據受益人的2018年的所得申報） 。

| 調整後總收入              | B部分IRMAA | D部分IRMAA |
| ------------------------- | ---------- | ---------- |
| $87,000.01 - $109,000.00  | $57.80     | $12.20     |
| $109,000.01 - $136,000.00 | $144.60    | $31.50     |
| $136,000.01 - $163,000.00 | $231.40    | $50.70     |
| $163,000.01 - $499,999.99 | $318.10    | $70.00     |
| 超過 $499,999.99          | $347.00    | $76.40     |

| 調整後總收入              | B部分IRMAA | D部分IRMAA |
| ------------------------- | ---------- | ---------- |
| $174,000.01 - $218,000.00 | $57.80     | $12.20     |
| $218,000.01 - $272,000.00 | $144.60    | $31.50     |
| $272,000.01 - $326,000.00 | $231.40    | $50.70     |
| $326,000.01 - $749,999.99 | $318.10    | $70.00     |
| 超過$749,999.99           | $347.00    | $76.40     |

| 調整後總收入             | B部分IRMAA | D部分IRMAA |
| ------------------------ | ---------- | ---------- |
| $87,000.01 - $412,999.99 | $318.10    | $70.00     |
| 超過$412,999.99          | $347.00    | $76.40     |

- C部分計劃，可能有，也可能沒有保費（事實上是幾乎全部都有保費），具體取決於CMS所批准的設計。D部分的保費根據所包含的福利水準而差異甚大。

### 自負額和共同保險
A部分-對於每個福利期間，受益人每年支付一次費用（每年調整）：
- 住院在1到60天的A部分受益人，自負額在2016年為1,288美元，在2017年為 1,316美元。[55]
- 住院在61到90天的，這段期間，每天的共付額在2016年為322美元，在2017年為329美元。[55]
- 住院在91到150天的（已經動用到終身保留日），每天的共付額在2016年為644美元，2017年為658美元。[55]
- 超過150天的，自付全額[55]
- 住進療養院，21到100天的，每天的共付額在2016年為 166美元，2017年為164.50美元（頭20天無共付額）。[55]
- 前3品脫血液的血液自負額（每個日曆年）。A部分和B部分都有3品脫的血液自負額，兩個自負額不重疊。

B部分-受益人用到2017年度自負額183美元之後，他們將為超過的服務費用負擔20％的共同保險（大多數化驗室檢驗費用除外，覆蓋率為 100％）。以前對於心理健康門診服務的覆蓋率是50％，但是根據《2008年Medicare改善患者和醫療機構法案》，這種覆蓋逐年減少，現在已是20％，與其他覆蓋相匹配。患者還需要為不接受預約的醫生支付15％的超額費用。
C部分和D部分計劃的自負額，共付額，和共同保險費用因計劃而異。所有C部分計劃都有年度自付費用上限的條款。原始Medicare則無自付費用上限的覆蓋。

### Medicare補充（Medigap）保單
對於Medicare受益人，如果他們沒有Medicare雙重合格（大約只有10％具有雙重資格），或者他們沒擁有前雇主提供的團體退休保險的人（大約有 30％擁有），或未選擇參加公共C部分Medicare計劃的人（大約有35％擁有），或者沒有其他保險的人（大約有5％ 擁有其他保險，譬如仍在工作，擁有雇主投保的團體險，或者是退伍軍人保險等），幾乎剩餘的人都購買一種私人補充保障，稱為Medigap計劃（大約有20％），以便填補原始  Medicare（A和B部分）還有公共D部分的缺口部分。前面說的百分比之總計會超過100％，因為許多受益人在原始Medicare之外，還擁有不止一種額外保險。
這些Medigap保單由私人保險公司銷售，但是經由CMS標準化。2006年之前出售的某些Medigap保單可能會包括處方藥的覆蓋。2006年1月1日引入Medicare D部分之後，則不准這種Medigap保單覆蓋處方藥。Medicare法規禁止對Medicare受益人同時銷售公共C部分和私人Medigap保單。與公共 C部分一樣，私人Medigap保單僅適用於已加入原始Medicare A部分和B部分的受益人。這些Medigap保單由州政府保險部門而非聯邦政府作監管，但是CMS對於這種保險的基本覆蓋範圍有所規定。因此，各州的Medigap保單的類型和價格各不相同，各州的承保程度，新加入者的折扣，公開招募，和保證條款也各不相同。
截至2016年，市面上有11種Medigap保單-雖然有少數可在各州通用，但有些在麻薩諸塞州、明尼蘇達州、和威斯康辛州則根本沒有。這些保險計劃根據同樣的基礎標準，加上各式的附加條款，有A計劃、B計劃、C計劃、D計劃、F計劃、高自付額F計劃、G計劃、K計劃、L計劃、M計劃、和N計劃。同樣冠上Medigap的保單，在同一州，經由不同保險公司銷售，價格不一定相同。各種Medigap計劃與公共C部分計劃不同，它們之間沒有關聯，任何接受原始Medicare的醫療機構也必須接受Medigap保單。
所有出售Medigap保單的保險公司都必須提供A計劃，並且如果它們提供任何其他保單，它們還必須同時提供C計劃或F計劃，F計劃預訂在2020年停售。目前擁有F計劃的人可以繼續保留這個計劃。許多提供Medigap保單的保險公司也贊助C部分，但是大多數C部分是由綜合醫療系統及其分支、慈善機構、和工會所贊助。

## 醫療服務費用
Medicare與區域保險公司簽訂合同，由它們每年處理超過10億筆索賠，按照保險公司處理的筆數計費付款。2008年，Medicare費用佔聯邦預算的 13％（3,860億美元）。而在2019年，Medicare費用佔聯邦預算的14%（6,440億美元）
。在2010年到2019的10年間，Medicare計劃花費達6.4兆美元。
美國國家衛生帳戶在2018年的成長百分比是4.6%，金額為3.6兆美元，人均費用為11,172美元，佔GDP的17.7%，同年，Medicare的成長是6.4%，支出金額是7,502億美元，佔國家衛生帳戶的21%。約佔聯邦總預算（4.109兆美元）的18.25%。

### A部分服務報銷
對於例如醫院和療養院的機構護理，Medicare使用預期付款系統。在預期付款系統中，醫療機構對於提供給患者的每次護理都將收取一定金額，而與每次護理的實際內容無關。實際撥款是根據診斷相關組（DRG）的列表來計算。實際內容是由醫院實際做出的診斷所產生。Medicare使用DRG方式計價存在一些問題，因為如果患者使用較少的護理內容，就等於醫院多拿。從理論上講，這種做法應可平衡醫院的費用。但是，如果患者需要更多的護理內容，則醫院就會發生損失。這會導致"醫療代碼升級（upcoding）"問題，醫生會做出較嚴重的診斷，以預防會發生意想不到的費用來拉高單筆治療成本。

### B部分服務報銷
Medicare自1965年被創建以來，支付醫師服務費用的方式已有所進化。最初Medicare會根據醫師的申請直接補償，如果Medicare的補償金額不夠，並允許醫師向受益人收取差額。1975年，醫生費用的年度增長受到Medicare經濟指數（Medicare Economic Index，MEI）的限制。 設置MEI的目的在測量醫師的時間和營運費用的成本變化，並根據醫師生產率的變化作調整。從1984年到1991年，費用的年度變化是透過立法來決定。這樣做的原因是醫師費用的上漲速度比預期的要快。
《1985年統一綜合預算調節法》對Medicare管轄的醫生付款做出幾處更改。首先，它引入1992年生效的Medicare費用表（MFS）。其次，它限制Medicare非醫療機構對Medicare受益人開立差額收費的金額。第三，它引入Medicare批量績效標準（Medicare Volume Performance Standards，MVPS）作為控制成本的一種方法。
1992年1月1日，Medicare推出Medicare費用表，其中列出大約7,000種可付費的服務。每項服務的定價均根據資源相對價值量度（RBRVS），大致由其中三個相對價值單位（RVU）來決定價格。每個過程的三個RVU分別根據地理位置加權，加權後的RVU值乘以通用轉換因子（Conversion Factor, CF），得出美元單位價格。RVU本身主要由29名醫師（主要是專科醫師）所組成的私人小組-美國醫學會的專業相對價值量表更新委員會（RUC）-來決定。
從1992年到1997年，付給醫生的費用被用MEI和MVPS作過調整，實質上是利用減少每項服務的報銷金額來抵消醫生提供服務數量的增加。
1998年，國會用醫療衛生費用可支撐增長率（SGR）來取代MVPS。這樣做是因為MVPS下的支付率變化過於繁複。SGR嘗試通過設置年度和累計支出目標來控制支出。如果給定年份的實際支出超過該年度的目標，則可以利用降低 資源相對價值量度（RBRVS）內相對價值單位（RVU）的轉換因子（CF），把報銷率向下調整。
2002年，付款率降低4.8％。計劃在2003年再把付款率降低4.4％。但是國會在《2003年統一綜合撥款決議》（P.L. 108-7）中把SGR的累計目標提高，使醫師服務費用增長1.6％。在2004年和2005年，付款率再度被降低。而2003年的《Medicare現代化法案》（P.L. 108-173）把這兩年的付款率提高1.5％。
2006年，SGR的機制預定把醫師付款減少4.4％。（這一數字是由於醫師付款減少7％，把通貨膨脹調整幅度2.8％的因素列入計算後得出。）國會通過2005年減少赤字法案（P.L. 109-362）把這項減少建議推翻，並把2006年的醫師付款維持在2005年的水準。同樣，國會的另一項法案將2007年的付款維持在2006年的水準，而HR 6331法案把2008年的醫師付款保持在2007年的水平，並把2009年的醫師付款增加1.1％。如果沒有進一步的國會干預，SGR機制會在接下來的幾年中，把醫生的付款減少達到25％到35％之間。
MFS（Medicare費用表）被批評使用低的轉換因子（CF），致使支付醫生費用不足。調整MFS的CF，就可達到對醫生的付款做全面調整的目的。
SGR在2014年再次成為改革立法的主題。2014年3月14日，美國眾議院通過 2014年SGR廢除和Medicare醫療機構支付現代化法案（HR 4015；第113屆國會）用新的系統取代SGR公式來制定支付率。但是，這項法案會延遲《患者保護與平價醫療法案》中的個人強制納保條款決定，在民主黨中是很不受歡迎的項目。如果沒有方案來對SGR做改革或是延遲報銷削減，SGR預計會在2014年4月1日導致Medicare報銷削減達到24％。另一項法案-《 2014年維護獲得Medicare法案》（HR 4302；第113屆國會）通過，把報銷削減推遲至2015年3月。這項法案也引起爭議。美國醫學會和其他醫學團體對此表示反對，要求國會提供永久性解決方案，而不是再拖延一次。
2015年醫療獲得及兒童醫療保險重新授權法案（MACRA）在2015年通過，取代SGR。

#### 醫療機構參與
醫療機構可透過兩種方式申請報銷。"參與"的機構接受"分配"，就是說他們接受Medicare核准的服務費率（通常是80%來自Medicare，20%來自受益人）。一些沒參與的醫生沒有"分配"，但他們也為Medicare參保人提供服務，並被授權在Medicare核准費率加上一小筆固定金額來做差額收費（balance bill）。從Medicare的角度來看，這些少數醫生是"私人承包商"，表示他們選擇不參與Medicare，並且不接受Medicare付款。這些醫生被要求預先告知患者，患者經常在治療之前，將自掏腰包支付這種醫療服務費用。
大多數醫療機構都接受Medicare的分配（某些專科醫生的接受率為97％），大多數醫生仍接受一些新的Medicare患者，但這一數字正下降中。 在2000年，德克薩斯州醫學協會有80％的醫生接受新的Medicare患者，但到2012年，只有60％的醫生接受。2012年發表的一項研究的結論是，CMS相當依賴美國醫學會顧問小組的建議。由哥倫比亞大學梅爾曼公共衛生學院 的 Miriam J. Laugesen博士以及加利福尼亞大學洛杉磯分校和伊利諾伊大學的同儕所領導的研究顯示，對於1994年至2010年之間，由專業相對價值量表更新委員會（RUC）所提供的建議，CMS接受其中的87.4％。

#### 辦公室用藥報銷
在醫師辦公室所做的化學療法和其他醫療會根據平均銷售價格（ASP）來計算報銷，數字是把藥物的總銷售金額作為分子，而在全國銷售的單位作分母數計算而來。這種報銷公式稱為"ASP+6"，因為它支付醫生費用為ASP的106%。藥廠的折扣和回扣都包括在ASP的計算之中，並有壓低的傾向。此外，Medicare支付ASP+6的80％，相當於該藥物實際平均售價的84.8％。有些患者有補充保險或者本身有能力負擔所餘的共付額。但很多人負擔不起。這使大多數支付給醫生的藥物費用都是金額不足。一篇刊登在2003年《紐約時報》頭版的文章提請注意ASP計算的不合理之後，ASP在2005年被ASP+6所取代。
根據CMS建議，報銷程序計劃會在2017年發生重大變化，建議可能會在2016年10月完成。

#### 10％獎勵金
在"醫事人員短缺地理區域（Health Professional Shortage Areas，HPSAs）和醫生短缺地區（Physician Scarcity Areas，PSAs）的醫生可從 Medicare獲得獎勵金。付款是按季度而不是按照逐筆申請來進行，由每個地區的Medicare承運商處理。" 

## 加入Medicare
通常，如果某人已經獲得社會安全保險補助金，到了65歲，就會自動加入Medicare A部分（醫院保險）和B部分（醫療保險）。如果這個人選擇不參加B部分（通常是因為仍在工作，並享有雇主提供的團體保險），則在收到自動加入通知時，必須主動選擇退出。如果個人擁有其他保險（例如上述就業情況），延遲加入B部分不會受到任何處罰，但在其他情況下可能會受到處罰。如果到65歲時仍無社會安全保險福利，則必須主動加入 Medicare。如果個人選擇在65歲時不參加，而又沒有其他保險覆蓋，會受到處罰。

### A和B部分

#### 延遲加入A部分罰則
如果某人不符合免繳A部分保費的條件，並且在首次符合條件時，不支付保費參加，則會受罰，參加後每月保費要上調10％。支付這種懲罰性較高保費的期限，是他們本可參加但未參加期間年數的兩倍。例如，如果他們有資格參加，過了兩年仍未加入，則必須支付較高保費，為期四年。如果個人符合某些條件（他們被允許在特殊期間（Special Enrollment Period）參加A部分），則通常不必支付罰款。

#### 延遲加入B部分罰則
如果個人在首次符合資格時未加入B部分，則他們必須支付加入的延遲罰款。每延遲12個月，每月保費上漲10％。如果個人符合某些條件（他們被允許在特殊期間參加B部分），則通常不必支付罰款。

## 與私人保險比較
Medicare是一種社會保險計劃，與私人保險為仍在工作中的美國人提供覆蓋的不同。社會保險給予全體人民法定保障的福利（譬如在某些情況下，有老年、或是失業保險）。這些福利很大部分是透過一般徵稅而籌集到經費。Medicare實際上是一種機制，國家可以利用一部分資源為老年人或殘障人士提供醫療和財務保障，幫助他們應對巨額的，不可預測的醫療衛生費用。就其普遍性而言，Medicare與私人保險公司大不相同，後者必須決定要覆蓋哪些人，以及管理風險池，提供福利的種類，並確保成本不會超過收取的保費。（請參考：醫療保險）
由於聯邦政府在法律上有義務提供Medicare給予老年人和某些殘疾人士，因此除非經過艱難的立法程序，或者修改對醫療必要性的詮釋，否則聯邦政府不能利用限制參加資格或限制福利來達到削減成本的目的。根據法規，除非另有法定的付款授權，否則Medicare必須為"診斷或治療疾病、或傷害、或改善畸形身體的功能，而提供合理且必要的項目和服務"作支付。
利用削減福利來達到降低成本的目的有其困難，但這個計劃可在支付醫療衛生和行政費用方面，透過經濟規模的效益而達到節約的目的，相較之下從1970年以來，私人保險公司的成本比Medicare多增長近60％Medicare的成本增長目前與GDP 增長相同，並且在接下來的10年中仍有望會遠低於於私人保險公司。由於Medicare提供的是明確的法定福利，因此其覆蓋政策和支付率是大眾知識，所有參保人都有權享受相同的待遇。在私人保險市場中，覆蓋計劃可量身訂製，為不同的客戶提供不同的福利，以便個人壓低承保費用，同時承擔Medicare未覆蓋的風險。但是政府對於保險公司的資訊揭露要求遠低於Medicare，而且研究顯示私營部門的客戶可能很難知道保單的確實覆蓋範圍，以及個別覆蓋的費用。此外，由於Medicare為參保者收集有關利用率和成本的數據（私人保險公司將其視為商業機密），因此研究人員可得到這些醫療衛生系統的關鍵資訊，做進一步的研究。
Medicare在推動醫療系統的改革方面也擔任著重要角色。由於Medicare在美國每個地區支付龐大的費用，它具有制定服務提供和付款政策的強大功能。例如Medicare根據診斷相關組而推動的的預期付款系統的做法，防止有心懷不軌的醫療機構自訂的離譜價格。同時《PPACA》賦予Medicare在整個醫療體系中促進成本控制的任務，例如設立盡責護理組織，或者利用捆綁式付款取代按服務次數付費的方式。 

## 成本和經費取得挑戰

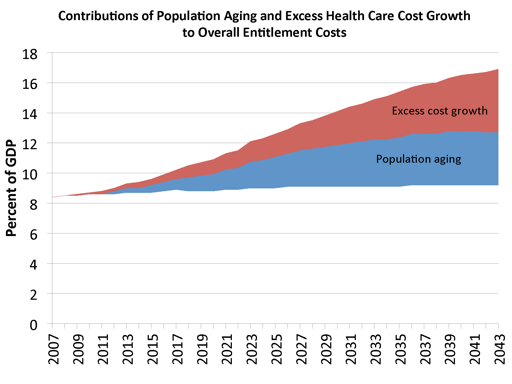
2013年，Medicare 和Medicaid花費，在GDP的佔比

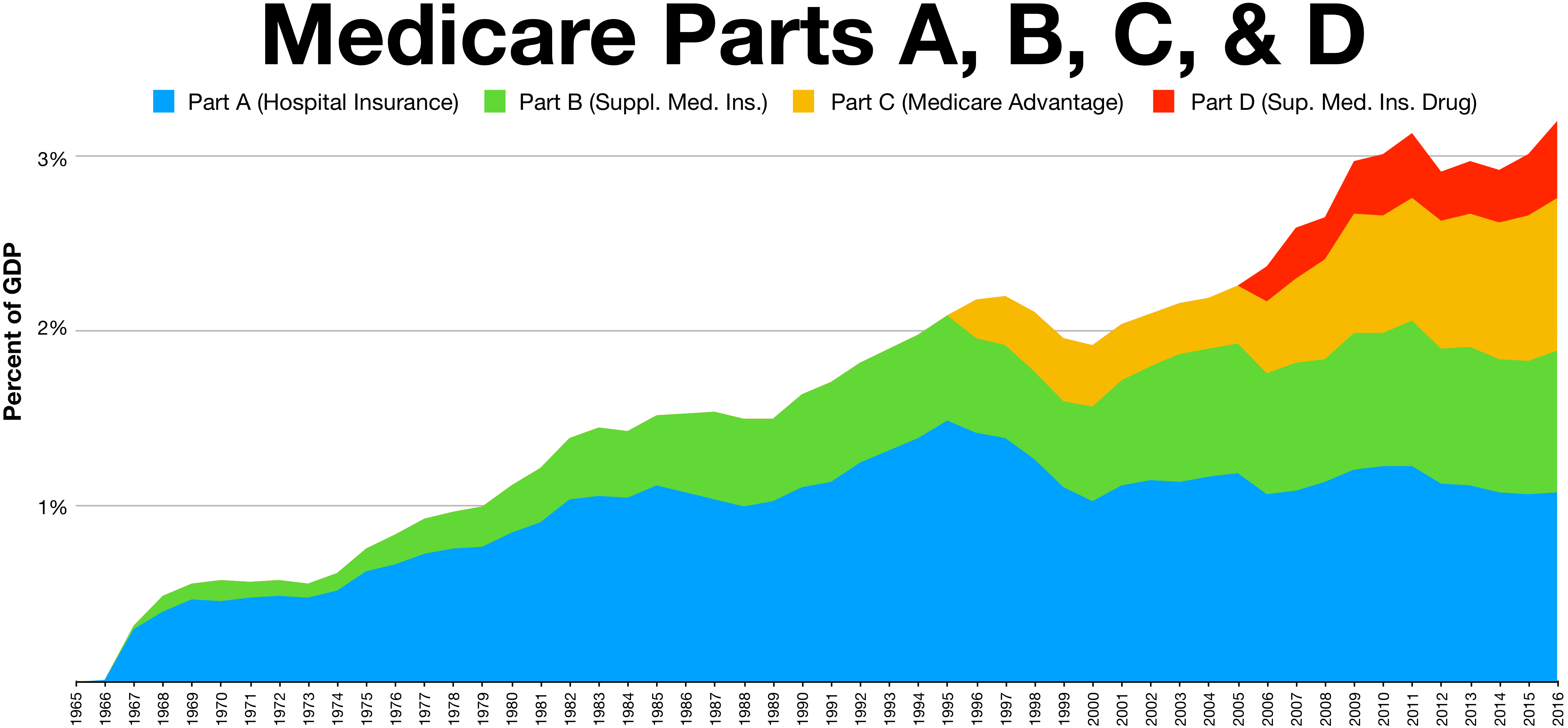
Medicare佔GDP的百分比

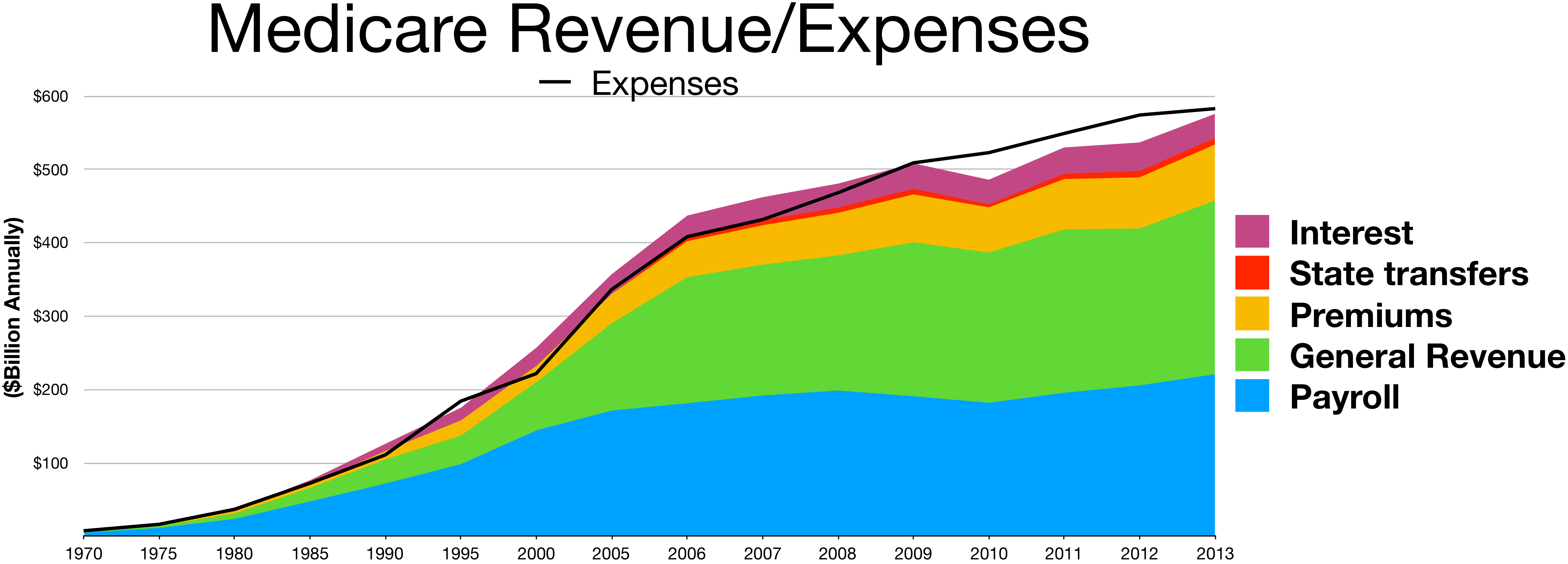
Medicare的費用和收入

長期而言，由於總體醫療衛生成本上升，隨著高齡化人口加入，以及就職者在總加入者中的佔比下降，Medicare所面臨的是重大的財務挑戰。Medicare總支出預計將從2010年的5,230億美元增加到2020年的9,000億美元。從2010年到2030年，參保人數將急劇增加（從4,700萬人增至7,900萬人)，並且有工作者與參保人的比例預計將下降（從3.7人降到2.4人）。但就職者與退休人員的比例在過去幾十年來一直都在穩步下降，由於就職者生產率的提高，Medicare仍保持可持續性。有證據顯示，生產率的提高在不久的將來仍可繼續抵消這種人口趨勢的現象。
美國國會預算辦公室（CBO）在2008年的報告裡面寫道："聯邦政府的兩個主要醫療衛生計劃-Medicare和Medicaid受益人的未來支出增長，是聯邦支出長期趨勢中最重要的決定因素。降低成本增長的方式（相當困難，部分原因是選擇衛生政策時會遇到的複雜性）最終將是制定國家財政政策的長期挑戰。" 
預計2011年的總體醫療衛生成本從2010年到2020年期間，每年增長5.8％，部分原因是醫療服務利用率提高、服務價格上漲、和採用新的科技。醫療衛生費用全面增加，除了對聯邦政府，對於家庭，和雇主的保險費用也一樣會急劇增加。實際上自1970年以來，私人保險的人均費用每年比Medicare的增加速度大約多出1%。自1990年代後期以來，Medicare相對於私人保險公司，在費用控制方面表現相當出色。在接下來的十年，Medicare的人均支出預計將以每年2.5％的速度增長，相比之下，私人保險的增長率則為 4.8％。雖說如此，大多數專家和政策制定者都認為控制這種費用對於國家財政前景至關重要。關於Medicare未來的爭論，都圍繞在是否應限制支付給醫療機構的費用，或由參保者負擔更多費用，以降低人均成本。

### 指標
有幾種衡量方式可作為Medicare長期財務狀況的指標。包括：Medicare總支出佔GDP的比重、Medicare HI信託基金的償付能力、Medicare的人均支出相對於通貨膨脹的增長和人均GDP的增長、普通保費收入在Medicare支出的佔比、以及在過去75年的時間內，加上將來無限期的（將預期保費/稅收收入與預期成本相沖抵），對無經費準備的義務（unfunded liability）的精算估計。這些指標中的主要問題是基於當前的法律，來對未來的預測拿來與精算師的預期作比較。例如，現行法律規定到2028年後，將大幅削減向醫院和療養院支付A部分款項，而到2025年之後，醫生的薪水將不會調高。精算師希望法律有所變化，以防止此類事件真的會發生。

### Medicare總支出佔GDP比重

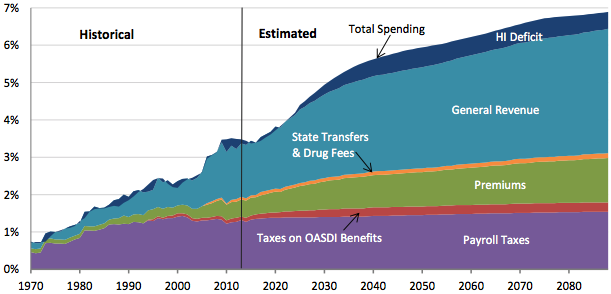
Medicare成本和收入，在GDP的佔比

這項衡量方式就整體觀點來觀察美國經濟中的Medicare支出，根據現行法律，預計這項比率將從2017年的3.7％增長到2092年的6.2％，而根據精算師的估算，實際上會超過9％。（這種情況在最近的“受託人報告”中被稱為"示例（illustrative example）"）。

### Medicare HI信託基金償付能力
這種衡量僅涉及A部分。當收入加上任何現有餘額而不能完全覆蓋年度的預計成本時，信託基金將會被視為破產。根據Medicare受託人的最新估計（2018年），信託基金會8年內（2026年）破產，屆時收入將只能覆蓋A部分年度預計成本約85％。自Medicare實施以來，這種償付能力的預測的範圍為2到28年，平均為11.3年。Medicare的受託人報告中的所有預測都是根據精算師所說的中間性情景，但報告中也包括有最差和最理想的情形，兩者截然不同（也有假設美國國會會把現有法案做修改後所產生的情景）。

### Medicare人均支出相對於通貨膨脹增長率以及人均GDP增長率
人均支出相對於計入通貨膨脹因素的人均GDP增長，是PPACA指定的獨立支付諮詢委員會（ IPAB）所使用的重要衡量因素，以決定是否必須向國會提出降低醫療保險成本的建議。然而IPAB從未成立，而且這個單位被《2018年兩黨預算法案》正式廢除。

### 普通收入在Medicare支出佔比
根據《Medicare 處方藥，改進，以及現代化法案》（MMA）所制定的這項衡量方式，在聯邦預算基礎上對Medicare支出作檢查。MMA每年都要求 Medicare受託人確定在未來7年內，普通收入是否會超過計劃總支出的45％。如果Medicare受託人連續兩年有此結果，則會發出"經費警訊"。應對方法是總統必須向國會提交節約成本的立法，國會必須儘速考慮立法。在2006年至2013年期間，每年均因為達到發出經費警訊的程度，但此後就一直未達到需發警訊的程度，預計在2016年到2022年的"窗口"期間也不會達到此程度。受託人表示，這反映出PPCA的支出增長減少目標確實有達成。

### 無經費準備義務
Medicare的無經費準備義務是今天本來必須撥出的總金額，讓金額的本金和利息能夠彌補在給定時間範圍的預計收入（根據現行法律，大部分是在時間範圍內收到的B部分的保費，和A部分的薪資稅）和支出之間的差距。根據法律，所使用的時間框架為75年，但是Medicare精算師也曾做出無限期的估計，因為受保人的預期壽命在持續增加中，而所依據的其他經濟因素也會變化。
截至2016年1月1日，Medicare在75年期限內的無經費準備的義務是：A部分信託基金為3.8兆美元，B部分為28.6兆美元。在無限期限內，兩個部分的總額則超過50兆美元，其中差異主要體現在B部分的估算中。這些估計值假定CMS將在這些期間內支付當前指定的全部福利，但這與美國現行法律相違背。此外，如在每個受託人年度報告中所討論的那樣，"由於現行法律存有其他潛在不可持續因素，在此顯示的Medicare預測可能會是大幅低估的。" 例如現行法律並未設定在2025年之後給醫生加薪，那不太可能發生。除非假定遵守現行法律，否則精算師無法估計無經費準備的義務，受託人聲明"（A部分）和（B/D部分）兩者支出的實際長期現值”會超過收入，而且可能會大幅超過估計的數額。"

### 輿論
民意調查顯示，公眾認為Medicare的問題很嚴重，但不會比其他問題更急。2006年1月，智庫皮尤研究中心發現，有62％的公眾表示，解決 Medicare的財務問題應該是政府的當務之急，但急迫性仍然落後於其他優先事項。調查顯示任何讓Medicare有償付能力的策略，都缺乏公眾共識。

### 詐欺與浪費
美國政府問責署（GAO）把Medicare列為具有"高風險"的政府計劃，需要改革，部分原因是這個計劃容易遭受詐欺，另外原因是其為期已久的財務管理方面的問題。只有不到5％的理賠申請曾被審核過。

## 批評
羅伯特·M·鮑爾 （曾在甘迺迪總統執政時的1961年，擔任社會安全保險署首長，後來在詹森總統，和尼克森總統期間擔任同一職務），說明為老年人提供醫療保險，籌集經費時碰到的困難：照顧老年人的高護理成本，加上通常退休人員的低收入。由於退休老年人會比年輕人需要更多的醫療服務，老年人的保險費必然會較高，如果退休後的收入是低的，而要支付高額保險費，對於普通人來說是幾乎不可能的事。他說唯一可行的方法是用與退休金福利相同的方式為醫療保險籌錢，即在人們年輕、有工作、能夠負擔的時候繳納保費，等退休時用來提供覆蓋，就不用另外掏錢在1960年代初期，只有很少的老年人擁有醫療保險，而他們通常擁有的保險會覆蓋不足。最初採用社區評級來核定保費的保險公司，諸如藍十字藍盾協會，面臨其他不採用社區評級的商業保險公司殺價競爭，被迫提高針對老年人的保費。
Medicare通常不是一種應享的權益。這種權益通常是因為受保人對Medicare基金繳款。因此，這是一種社會保險，讓人們可在年紀較輕且有工作時，為老年疾病支付保險基金，到年齡較大且退休時確保能獲得福利。有些人付出的錢超過他們獲得的回報，而又有得到的利益要比所付的錢更多。私人保險是人們需要支付一定的金額才能獲得覆蓋，而在Medicare所有有資格的人都可得到保險，無論他們曾經支付多少，或是否曾經支付過。

### 政治化付款
柯林頓政府時期，擔任CMS前身的醫療衛生融資管理局（Health Care Financing Administration）（HCFA）局長的佈魯斯·弗拉德克（Bruce Vladeck）說，遊說集團已將Medicare計劃"從一種提供給受益人合法權益的計劃，變更為提供給醫療機構一種事實上等同政治權利的計劃。"

### 受益人服務品質
GAO在2001年做了一項研究，對承包Medicare客戶服務的人員，在回覆有關醫療機構（醫生）的問題時，他們回覆品質的評估。評估人員整理出問題清單，在隨機抽樣打電話給Medicare承包商的服務人員，提出這些問題。而這些服務人員能夠提供完整而且準確的資訊比率只有15％。從那時起，Medicare就採取措施以提高承包商服務人員（特別是1-800-MEDICARE電話客服）的服務品質。結果是1-800-MEDICARE客戶服務人員的訓練增加，品質保證監控做法顯著增加，並且會隨機向提問者做客戶滿意度調查。

### 對醫院作認證
在大多數州，醫院由醫療機構認證聯合委員會（一家私有，非營利性的認證組織）來決定醫院能否參與 Medicare。也有其他組織可對醫院參與Medicare進行認證。其中包括社區衛生認證計劃、醫療衛生認證委員會、合規團隊、和醫療衛生品質認證協會。
認證是自願性的，一個機構可選擇由其州檢查局（State Survey Agency），或CMS直接做評估。

### 醫學教育研究所學生
Medicare為美國的絕大多數住院醫師的訓練提供經費。透過稅收手段的補助，利用稱為直接醫學教育付款（Direct Medical Education payments）來覆蓋住院醫生的薪資和福利。Medicare還將稅收用於稱為間接醫學教育（Indirect Medical Education），這是一種對教學醫院的補貼，以訓練住院醫生。在2008年財政年度，這些補助分別為27億和57億美元。自1996年以來，補助金額一直保持在同一水準，結果大約是最多是同等數目，甚至是較少的住院醫生能受到補助。而在同時，美國人口的年齡越來越高，這也導致對醫生的需求增加，部分原因是相對於年輕人，老年人的發病率更高。醫療服務成本繼續迅速上升，同時許多地區都有醫師短缺，這兩種趨勢都顯示醫師的供給量仍然相當低。
Medicare雖然擁有控制單一最大醫學教育研究生經費的獨特地位，目前仍面臨重大的預算限制，結果在醫學教育研究生的經費以及醫師報銷費率兩項都受到凍結。醫院被迫得尋求替代經費來源。經費中斷反過來加劇Medicare首先要解決的切膚之痛：提高醫療服務的可即性。但是一些醫療衛生管理專家認為，醫生短缺的情況可能是進行醫療機構系統重組，以降低成本和提高效率的機會。醫師助理和高級註冊護士可能可以承擔更多傳統上應由醫生承擔的職責，而這類職責並不一定需要擁有像醫生的高級訓練和技能。
在2016年，參加全國住院醫生匹配計劃的35,476名申請人中，有75.6％（26,836人）能夠找到 PGY-1（實習醫師(R-1)）匹配職位。在所有積極申請者中，有51.27％（18,187人）是美國傳統醫學院的畢業生； 93.8％（17,057人）能夠找到匹配職位。相比之下，骨病畢業生的匹配率是80.3％，美國公民在國外醫學院畢業生的匹配率為53.9％，非美國公民的國外醫學院畢業生的匹配率為50.5％。

## 立法與改革
- 1960年：PL 86-778，1960年社會安全保險修正案（英语：Social Security Amendments of 1960）（Kerr-Mills aid，或稱 Kerr-Mills act）通過
- 1965年：PL 89-97，1965年美國社會安全保險修正案（英语：Social Security Amendments of 1965）通過，Mediare福利因而確立[115]
- 1980年：《1980年 Medicare第二付款人法 (Medicare Secondary Payer Act of 1980)》通過 [116]，增加處方藥承保範圍
- 1988年：PL 100-360《1988年 Medicare災難性風險覆蓋法案（Medicare Catastrophic Coverage Act of 1988）》通過 [117][118]
- 1989年：《1989年 Medicare災難性風險覆蓋廢除法案》通過 [117][118]
- 1997年：PL 105-33，1997年平衡預算法案（英语：Balanced Budget Act of 1997）通過
- 2003年：PL 108-173，Medicare 處方藥，改進，以及現代化法案（英语：Medicare Prescription Drug, Improvement, and Modernization Act）通過
- 2010年：《患者保護與平價醫療法案》以及《2010年醫療保健和教育調節法（英语：Health Care and Education Reconciliation Act of 2010）》通過
- 2013年：因為《 2011年預算控制法（英语：Budget Control Act of 2011）

》的通過，造成 預算減赤對Medicare的影響
- 2015年：根據2015年醫療保險取得和兒童醫療保險計劃重新授權法（英语：Medicare Access and CHIP Reauthorization Act of 2015）（MACRA），對Medicare進行廣泛的修改，主要修改的是 1997年平衡預算法案（英语：Balanced Budget Act of 1997）中的醫療衛生費用可支撐增長率（英语：Medicare Sustainable Growth Rate）（SGR）
- 2016年：根據《2015年兩黨預算法（ Bipartisan Budget Act of 2015）》，在社會安全保險加入"免於承擔（hold harmless）"條款，避免影響某些B部分受益者的保費

1977年，CMS的前身醫療衛生融資管理局成立，負責管理Medicare和Medicaid 。這個機構在2001年被更名為CMS。到1983年，Medicare開始運用診斷相關組（DRG）系統支付醫院的報銷。
柯林頓總統在1993-1994年的醫療衛生改革計劃中試圖對Medicare作大整理，但未能獲得國會通過。
國會於2003年通過《Medicare 處方藥，改進，以及現代化法案》，布希總統於2003年12月8日簽署為法律。這項法案包括填補1980年頒布的《Medicare第二付款人法》中處方藥覆蓋範圍的缺口。並對同樣是CMS管理的工人賠償醫療保險預留計劃（Workers' Compensation Medicare Set-Aside Program (WCMSA)）條款予以加強 。
2007年8月1日，美國眾議院投票通過減少支付給優惠醫療保險的醫療機構的支出，以便為兒童醫療保險計劃（CHIP）擴大覆蓋範圍。截至2008年，優惠醫療保險計劃的受益人人均成本比直接支付計劃高出13％。許多健康經濟學家得出的結論是，為優惠醫療保險醫療機構支付的款項過多。參議院受到保險業的大力遊說，未通過眾議院提出的削減提議。布希總統隨後否決CHIP擴大覆蓋範圍協議。

### PPACA效果
2010年通過的"PPACA"對Medicare計劃做了一些修改，通過幾項條款（例如，使用按論人計酬支付替代按服務次數付費，徵收超額再入院罰金）來降低Medicare的成本。減緩在Medicare A部分項下支付給醫院和療養院費用的增長率。
PPACA把大多數為低收入患者提供服務的醫生和醫院的年度付款增長做了少量降低。加上其他一些小的調整，讓Medicare在未來十年的預計成本可減少4,550億美元。
PPACA對Medicare參保人的福利做了一些更改。到2020年，它會把D部分計劃的"甜甜圈洞"關閉"給"關閉"，從而減少D部分受益人的處方藥費用，平均每年有2,000美元。這為參加Medicare的人的費用降低約5%。還為參加公共C部分的人在使用網絡內機構作護理的自付費用，設置上限。這些計劃大多數本來都有這樣的上限，但是法案正式把年度自付費用上限給確立。傳統Medicare的受益人並未有這種上限的好處，但可通過私人保險來安排。
同時，MedicareB和D部分的保費被重新調整，讓大多數人的費用減少，而同時把最富有受保人的保費增加。法案還把某些預防性服務的覆蓋擴大，或者把這種服務的共付額取消。
PPACA制定一些措施來控制詐欺和浪費，例如加長監督期限、做醫療機構篩選、針對某些機構施以更嚴格的標準、建立數據庫讓聯邦和州機構共享資訊、以及對違反者作嚴厲的處罰。這個法案還建立諸如聯邦醫療保險和聯邦醫療補助創新中心，提出和實驗新的支付和提供服務模式，然後予以擴大實施，以降低成本，同時提高品質。

### 改革Medicare建議
國會議員繼續尋求控制Medicare成本的新方法，近年來引入許多新建議。

#### Medicare保費補助
自1990年代中期以來，有許多建議，把Medicare從定義明確，由政府提供無限制經費的公共社會保險計劃，轉變為由參保人支付保費，政府提供補助的"保費補助"的醫療保險計劃。建議背後的基本概念是政府為參保人選擇的醫療保險計劃，提供某種程度的保費補助。贊助者將透過競爭以提供醫療福利，也因為競爭，為固定補助設下標準。此外，除了政府固定的補助之外，參保者還可支付更多保費來擴大覆蓋。或者參保人可選擇較低費用的覆蓋，把政府補助扣除低保費的差額留下來。這種保費化的Medicare計劃的目標是把成本效益提高。如果這樣提議的執行效果如預測所言，那將是用最低的成本而達成最佳的Medicare計劃，極具財務激勵效果。
這個概念基本上是公共Medicare C部分已在運作的方式（但是招標程序復雜度增加，會增加受託人的成本，但對受益人卻非常有利）。當亨利·亞倫和Robert Reischauer兩位在1995年首次提出這項建議時，只有大約1％的 Medicare受保人獲得保費補助，而現在的比率為35％，到2040年會升至50％，到時候也許不需要進一步的改革。
保費補助模型受到一些批評。主要是對風險選擇的關注，保險公司會設法避免給預期會發生高額醫療費用的人提供覆蓋。保費補助的提案中，例如參議員榮·懷登和共和黨籍眾議員保羅·萊恩提出的2011年計劃，透過加入保護性語言來規避風險選擇，規定參與此類保險計劃的保險公司，必須為所有人覆蓋，不得規避風險較高的人。一些批評者則擔心Medicare受保人有較高比率的人患有認知障礙和失智症。他們沒能力在各項醫療計劃之間做選擇。美國傳統基金會高級研究員羅伯特·莫菲特對此擔憂做出回應，指出雖然有研究顯示個人難以正確選擇醫療衛生計劃，但沒有證據表明政府官員可以做出更好的選擇。最初提倡保費補助者之一的亨利·亞倫最近爭辯說，因為與傳統的Medicare相比，優惠醫療保險計劃並未更有效地控制成本，並且因為政治環境對能實施這種想法的法規敵視的緣故，這種想法不用考慮。
當前，公共Medicare C部分計劃利用指數型風險公式來避免這種問題，為相對（實際情況是所有受保者都超過65歲）健康的成員，支付較少人均費用給贊助機構，而為健康狀況較差的成員，支付較高的費用。

#### 提高符合資格年齡
有幾項不同的計劃被引入，目的在提高參加Medicare者的年齡。有人認為，隨著人口年齡的增長，還有就職者與退休人員的比率降低，針對老年人的保險計劃必須減少。由於美國人可以領取全額社會安全保險福利的年齡，已經提高到67歲，因此有人認為，參加Medicare的年齡應該隨之提高（人們最早可在62歲時就開始領取減額的社會安全保險福利）。
CBO預計，醫療改革之後，把必要的Medicaid擴張和州醫療保險交換所補貼列入考慮，把符合Medicare資格的年齡提高，可在10年內節省1,130億美元，這樣做，對於幫助那些無力購買醫療保險的人，是有其需要。 凱撒家庭基金會發現，提高符合資格的年齡，每年可為聯邦政府節省57億美元，同時也增加其他人支付的費用。凱撒家庭基金會的說法是提高合格年齡將使65歲到66歲的人多支付37億美元，隨著保險池吸收更多的風險，其他消費者需多支付28億美元保費；提供團體險的雇主多支付45億美元保費，給參與Medicaid擴張的各州增加7億美元費用。基金會發現最終這種提高合格年齡的做法將使社會總成本增加的數目，是聯邦政府所能節省的兩倍以上。

#### 處方藥價格協商
當前，擁有Medicare的人可以透過公共Medicare C部分，或者獨立的D部分處方藥計劃（Prescription Drug Plans ，PDP）獲得處方藥費用的覆蓋。每個計劃贊助者都會制定自己的承保範圍，並且有必要時，獨自去協商藥品的價格。但是，由於每個計劃的覆蓋範圍小於整個Medicare計劃，因此許多人認為，這種支付系統把政府的議價能力給破壞，拉高覆蓋的成本。但是反過來，與贊助者的談判幾乎總是由與藥房零售商有關聯的三，四家公司之一達成，它們之中任何一家都擁有比整個Medicare計劃更大的購買力。目前D部分的花費比原始計劃的低了50％，或更多，並且以絕對美元計價的老年人的平均年度藥物支出，在過去10年中相當穩定，因此目前以藥房為中心，相對於以政府為中心的做法，似乎行之更有效。
許多人把退伍軍人醫療管理局（VHA）視為低成本處方藥覆蓋的模型。由於VHA直接提供醫療衛生服務，因此它保有自己的處方表，並會與藥廠協商價格。研究顯示，VHA支付的藥品費用遠低於Medicare D部分補貼的。一項分析發現，若採用類似於VHA的處方表，每年可為Medicare節省140億美元。
也有其他節省處方藥的建議，不用對Medicare D部分的付款和覆蓋政策作根本改變。向Medicaid供應藥物的藥廠以往必須提供平均製造商價格的 15％的回扣。符合Medicare和Medicaid資格的低收入老年人可透過Medicare D部分獲得處方藥保險覆蓋。根據最近的CBO的估計，若把這種折扣恢復，節省可達1,120億美元。一些人對聯邦政府能比規模最大的 D部分處方藥計劃，達成更多節省的能力表示懷疑，一些較大的聯邦保險計劃具有與Medicare規模相當的風險覆蓋池，VHA的證據確實令人鼓舞。一些人還擔心，控制處方藥的價格會降低藥廠對研發投資的動機（但是對於任何降低成本的建議都會發生這樣的說法）。但是在與VHA的比較指出，VHA覆蓋的處方藥品項只有D部分的一半而已。

#### 對"雙重合格者"護理改革
大約有900萬美國人（大多數是低收入的老年人）是Medicare雙重合格。這些人的健康狀況特別差，他們之中有一半以上接受五個或更多慢性病的治療，費用很高。這種雙重合格的每年人均醫療費用支出為20,000美元，而整個Medicare參保者的人均支出為10,900美元。
雙重合格的人約佔Medicare人數的20％，但他們的費用佔比達到36％。有甚多證據顯示這些人獲得的護理效率很低，因為他們的護理責任是由Medicare和Medicaid共同分攤的緣故-多數患者經歷許多醫療機構，但沒有任何把機構間護理作協調的機制，而且其中有許多是可避免的住院治療。由於 Medicaid和Medicare覆蓋醫療衛生中的不同面向，因此兩者都有經濟上的誘因將患者的照護推給對方來負擔。
許多專家建議，建立協調這類人的護理，可在Medicare計劃中節省大量費用（主要是透過減少住院治療）。把患者聯繫上初級照護，制定出個性化的計劃，協助參保人除了接受醫療服務之外，還可受到社會和人道服務，把不同醫生開出的藥物調和，以確保不會互相衝突，並督導實施改善健康的行為。這些建議的總體精神是"治療患者，而不是治療病情"，在避免昂貴治療的同時，也能維護健康。
關於究竟是由哪個單位負責協調雙重合格人員的護理，存有一些爭議。有些建議被提出，把這些人轉移到由各個州管理的現有Medicaid護理計劃中。但是許多有嚴重預算短缺的州可能會停止必要的護理，或者以其他方式把費用轉移給患者以及他們家人，而達到節省的目的。 Medicare在老年人的護理方面經驗更多，並且已經根據PPACA把協調護理計劃擴大，但是，對於私人Medicare計劃在管理護理，和能實現可觀節省這兩方面的能力，仍存有些問題。為雙重合格的患者提供更有效的協調護理所節省的費用估可達1,250億美元到超過2,000億美元，主要是靠消除沒必要，昂貴的住院費用。

#### Medicare與收入相關保費
眾議院共和黨人和歐巴馬總統都提議對最富有的人徵收額外保費用於Medicare，這將增加較富有的個人支付（與收入相關的的保費）的人數，讓PPACA希望做的幾項改革更為複雜，這些提議的實施，預計將在十年內可節省200億美元，最後的情況是到了2035年，會有超過四分之一的參保人（即較富有的人）支付他們B部分費用的35％至 90％，而不是通常的25％ 。如果在今天把預計在2035年要做的規定提前實施，表示任何收入超過47,000美元（個人）或94,000美元（夫婦）的人都會受到影響。根據共和黨的提議，受影響的個人將支付B部分和D部分兩項保費的40％，相當於今天的2,500美元。
較有限制的與收入相關的保費，只能增加有限的收入。目前只有5％的Medicare參保人支付與收入連結的保費，這些人中多數人只支付他們總保費的 35％（一般大多數人只支付25％）。只有極少數的屬於較高收入的參保人需要承擔更大的費用，這種支付超過B部分總費用35％的人，只包含0.5％的個人和不到3％的已婚夫婦。 
有人擔心，將保費與收入掛鉤，從長遠來看，會在政治上把Medicare弱化 ，因為往往通過經濟狀況調查的人們，不會比一般人們更支持像 Medicare這樣的全民的社會計劃。

#### Medicare補充保險限制
一些Medicare補充保險計劃（Medigap）把參保者的費用分攤都給覆蓋，使他們不受自付費用的影響，為有重大醫療衛生需求的個人提供財務保障。許多政策制定者認為，這樣的計劃會讓參保者產生不正當的動機，導致他們尋求不必要的，昂貴的治療方法，從而增加Medicare的成本。許多人認為不必要的醫療照顧是導致成本增加的主要原因，並建議讓Medicare參保人分擔更多費用，促使他們尋求最有效的替代方法。在最近的減少預算赤字的提案中，包含好些對Medigap覆蓋的限制，還有加徵附加費。
其中影響最深遠的一項是改革建議，是禁止Medigap支付最初500美元的共保費，並且對超過500美元初始費用之外的費用只覆蓋50％，這這做可在 10年內節省500億美元。但這也會大幅增加有昂貴醫療需求者的費用。
有證據顯示，對Medigap可能會導致過度治療的說法可能被誇大，而對所說的可能節省會小於預期。 同時，對參保人可能會發生負面的影響-面臨高額費用的個人會延遲或放棄所需的護理，他們的健康從而受到危害，到頭來是醫療費用更會增加。

## 立法監督單位
以下是對於Medicare有國會監督權力的國會委員會名單：
參議院
- 參議院撥款委員會（英语：Senate Committee on Appropriations）
  - 參議員勞工，衛生與公共服務，教育及有關機構小組委員會（英语：Subcommittee on Labor, Health and Human Services, Education, and Related Agencies）
- 參議院預算委員會（英语：Senate Budget Committee）
- 參議院財政委員會（英语：United States Senate Committee on Finance）
- 參議院國土安全和政府事務委員會（英语：Senate Committee on Homeland Security and Governmental Affairs）
  - 監督政府管理，聯邦勞動力和哥倫比亞特區小組委員會（英语：Subcommittee on Oversight of Government Management, the Federal Workforce, and the District of Columbia）
- 參議院衛生，教育，勞動和養老金委員會（英语：Senate Committee on Health, Education, Labor and Pensions）
  - 聯邦財務管理，政府資訊和國際安全小組委員會（英语：Subcommittee on Federal Financial Management）
  - 初級醫療和高齡化小組委員會（英语：Subcommittee on Primary Health and Aging）
- 參議院高齡問題特別委員會（英语：Senate Special Committee on Aging）

眾議院
- 美國眾議院撥款委員會
  - 眾議院勞工，衛生與公共服務，教育及有關機構小組委員會（英语：Subcommittee on Labor, Health and Human Services, Education, and Related Agencies）
- 眾議院預算委員會（英语：House Budget Committee）
- 眾議院能源和商業委員會（英语：House Committee on Energy and Commerce）
  - 衛生小組委員會（英语：Subcommittee on Health）
  - 監督和調查小組委員會（英语：Subcommittee on Oversight and Investigations）
- 眾議院小型企業委員會（英语：House Small Business Committee）
- 美國眾議院籌款委員會
  - 衛生小組委員會（英语：Subcommittee on Health）

參眾兩院聯合
- 聯合經濟委員會（英语：Joint Economic Committee）

## 外部連結

### 政府機構連結 - 現有
- Medicare （页面存档备份，存于） at cms.gov
- Medicare.gov （页面存档备份，存于）—the official U.S. government site for Medicare
- Medicare Primer （页面存档备份，存于） Congressional Research Service
- Finding Medicare Enrollment Statistics （页面存档备份，存于） Congressional Research Service

### 政府機構連結 - 過往
- Medicare Is Signed Into Law （页面存档备份，存于） page from ssa.gov—material about the bill-signing ceremony
- Historical Background and Development of Social Security （页面存档备份，存于） from ssa.gov—includes information about Medicare
- Detailed Chronology of SSA （页面存档备份，存于） from ssa.gov—includes information about Medicare
- Early Medicare poster from ssa.gov

### 非政府機構連結
- Consumer Reports （页面存档备份，存于） Managing Medicare
- Kaiser Family Foundation （页面存档备份，存于）—Substantial research and analysis related to the Medicare program and the population of seniors and people with disabilities it covers.
  - State-level data （页面存档备份，存于） on Medicare beneficiaries, such as enrollment, demographics (such as age, gender, race/ethnicity), spending, other sources of health coverage, managed care participation, and use of services.
  - History of Medicare （页面存档备份，存于） in an interactive timeline of key developments.